# Red Red Wine
Red Red Wine è un singolo del cantautore statunitense Neil Diamond, pubblicato nel 1968 ed estratto dall'album Just for You.

## Tracce
7"
1. Red Red Wine
2. Red Rubber Ball

## Versione degli UB40
Nel 1983 il gruppo reggae fusion britannico UB40 ha pubblicato una cover del brano come singolo estratto dall'album Labour of Love.
Questa versione ha raggiunto la prima posizione della classifica britannica Official Singles Chart nel 1983 e della classifica statunitense Billboard Hot 100 nel 1988.

### Tracce
7"
1. Red Red Wine
2. Sufferin